# Furon
Furon (także Canal du Furon) – rzeka w południowo-wschodniej Francji, płynąca w całości na terenie departamentu Isère. Ma długość 20,75 km. Stanowi lewy dopływ rzeki Isère. 

## Geografia
Furon ma źródła na południe od miejscowości Lans-en-Vercors i na północny zachód od szczytu Pic Saint-Michel (1966 m n.p.m.). Rzeka generalnie płynie w kierunku północnym. Uchodzi do Isère w gminie Noyarey, kilka kilometrów na północny zachód od miasta Grenoble. 
Furon w całości płynie na terenie departamentu Isère, w tym na obszarze 4 gmin: Lans-en-Vercors (źródło), Engins, Sassenage, Noyarey (ujście). 

## Dopływy
Furon ma opisanych 3 dopływów o długości co najmniej 2 km. Są to:
- Petite Saône
- Ruisseau de Rivet
- Ruisseau de Chasau